# Staatsmeisterschaft von São Paulo (Frauenfußball)
Die Staatsmeisterschaft von São Paulo für Frauenfußball (portugiesisch Campeonato Paulista de Futebol Feminino) ist die seit 1997 jährlich von der Federação Paulista de Futebol (FPF) ausgetragene Vereinsmeisterschaft im Frauenfußball des Bundesstaates São Paulo in Brasilien. Sie hat semiprofessionellen Charakter und gilt als die spielstärkste in ganz Brasilien.

## Geschichte
Die vereinsmäßige Organisierung des Frauenfußballs im Staat São Paulo nahm ihren Anfang in den frühen 1980er-Jahren, nachdem das gesetzliche Verbot dazu 1979 gefallen war. Die Wettbewerbskultur jenes Jahrzehnts ist allerdings schwach dokumentiert. Unter der Federführung des kommunalen Sekretariats für Sportangelegenheiten (Secretaria Municipal de Esportes) wurden in den Jahren von 1983 bis 1987 in São Paulo erstmals Wettkämpfe für Frauenmannschaften in einem größeren Rahmen ausgerichtet. Im ersten Finale von 1983 konnten sich die Spielerinnen der Sportgemeinschaft der Militärpolizei (Associação Desportiva Polícia Militar, ADPM) gegen das ambitionierte Team des Ísis Pop EC durchsetzen und so den Titel gewinnen. Ísis Pop hatte sich schon im Jahr darauf aufgelöst, doch bildeten einige seiner Spielerinnen den Kern des parallel dazu formierten ersten Frauenkaders des CA Juventus, dem Erfolgsteam des Bundesstaates der achtziger Jahre im 20. Jahrhundert. Im Spätjahr 1987 beabsichtigte dieses Team seinen vierten Titel in Folge zu gewinnen und realisierte diese Ambition durch ein 1:1-Unentschieden im zweiten Finalspiel am 13. Dezember 1987 gegen das Team von Ferroviária, nachdem das erste Finalspiel wenige Tage zuvor schon mit einem 2:0 siegreich gestaltet worden ist. Dieser fünfte Wettkampf war nunmehr vom kommunalen Koordinationsbüro für Sport und Erholung (Coordenadoria de Esportes e Recreacão) organisiert wurden, das dazu erstmals wenige Vereine des Landesinneren einlud um diese ihrem Charakter entsprechenden Stadtmeisterschaft mit einem staatstragenden Anspruch zu versehen. Entsprechend wird heute auch nur der Wettbewerb von 1987 vom professionellen Fußballlandesverband FPF als erste offizielle Staatsmeisterschaft anerkannt. Juventus hatte nach der Meisterschaft 1987 seinen Frauenkader wieder aufgelöst und im Bundesstaat wurden in den folgenden neun Jahren keine weiteren Wettbewerbe mit solch einem Anspruch mehr ausgetragen.
Erst im Zuge eines vom nationalen Verband CBF unternommenen Anstoßes zur Professionalisierung des Frauenfußballs in Brasilien ist unter der Federführung der FPF ab der Saison 1997 im Paulista-Staat ein offizieller Meisterschaftswettbewerb etabliert wurden. Dazu haben in jener Zeit alle großen Vereine des Staates ihre Frauensektionen gegründet, zu deren prägendsten Akteurinnen die Mittelfeldregisseurin Sissi, die Torjägerin Kátia Cilene und die Nachwuchsspielerin Formiga zählten. Mangelndes Zuschauerinteresse und finanzielle Erwägungen haben in den Jahren nach der Jahrtausendwende alle großen Hauptstadtclubs zur Auflösung ihrer Frauenteams bewegt, deren besten Talente in die zahlungskräftigen Ligen Europas und Nordamerikas emigriert sind. Seither wird die Staatsmeisterschaft von kleineren Vereinen aus dem Hinterland geprägt, die somit zu den neuen Talentschmieden des brasilianischen Frauenfußballs avancierten. In Folge eines seit etwa 2010 angestrengten zweiten Professionalisierungsschubes, der auch vom Kontinentalverband CONMEBOL forciert wird, sind ab 2015 mit dem Santos FC, São Paulo FC und SC Corinthians drei der großen Paulista-Vereine mit neuen Mannschaften in den Frauenfußball zurückgekehrt.
Im brasilianischen Vergleich ist die Staatsmeisterschaft der Frauen von São Paulo die mit Abstand spielstärkste des Landes, was vor allem auf die hohe Konzentration an strukturell gefestigten und professionell geführten Frauenteams zurückzuführen ist, die an ihr alljährlich teilnehmen. Im Gegensatz zu den Meisterschaften anderer Bundesstaaten kann sie auf eine nahezu ungebrochene Kontinuität und damit gewachsene Spielkultur verweisen. Folglich dominieren die Paulista-Vereine auch die nationalen Wettbewerbe der seit 2007 ausgetragenen Copa do Brasil Feminino und der seit 2013 bestehenden Campeonato Brasileiro Feminino.
Das am 16. November der Saison 2019 in der Arena Corinthians zu São Paulo ausgetragene letzte Finalspiel stellte mit 28.862 gezählten Einlässen einen neuen Zuschauerrekord im brasilianischen Frauenfußball auf.

## Modus
Die Staatsmeisterschaft der Frauen wird aktuell eingleisig geführt. An ihr nahmen zuletzt in der Saison 2017 sechzehn Vereine teil, wobei in der Vergangenheit die Teilnehmeranzahl zwischen zwölf und zwanzig schwankte. Lediglich in den Jahren 2005 und 2006 wurde auch eine zweite Liga geführt.
Ausgetragen wird die Staatsmeisterschaft in dem für Brasilien traditionell geltenden Modus, in dem der Wettbewerb in zwei Spielphasen unterteilt ist. In der ersten Phase ermitteln die in mindestens zwei Gruppen zugelosten Vereine die Qualifikanten für die zweite Phase, die dann im K.-o.-System bis zur Finalentscheidung gespielt wird.
Über die Staatsmeisterschaft wird seit 2007 die Qualifikation für die Copa do Brasil Feminino und seit 2017 für die brasilianischen Meisterschaft der Frauen entschieden, zuerst für deren zweite Liga (Série A2) und seit 2021 für die dritte Liga (Série A3). Weil die besten Teams aus São Paulo aber schon in der ersten Liga eine feste Größe bilden, kann die Staatsmeisterschaft einem eher nachgeordneten Club den Einstieg in den nationalen Meisterschaftswettkampf ermöglichen.

## Meisterschaftshistorie
Bemerkung: In der statistischen Übersicht sind einzig die Ergebnisse der von dem Fußballverband FPF ausgespielten Wettbewerbe berücksichtigt. Die Ergebnisse des Amateurverbandes Liga Nacional de Futebol (LINAF), der gelegentlich eigene Staatsmeisterschaften ausrichtet, sind hier entfallen.

### Ehrentafel der Gewinner
| Rekordmeister: Santos FC & SC Corinthians Paulista |                                                                                                 |
| 4 Titel                                            | Santos FC SC Corinthians Paulista (São Paulo)                                                   |
| 3 Titel                                            | Ferroviária (Araraquara) Botucatu FC São José EC (São José dos Campos) SE Palmeiras (São Paulo) |
| 2 Titel                                            | São Paulo FC Portuguesa (São Paulo) Rio Preto EC (São José do Rio Preto)                        |
| 1 Titel                                            | CA Juventus (São Paulo)                                                                         |

### Chronologie der Meister
| Saison                                             | Meister                          | Vizemeister                      | Torschützenkönigin                                                |       |
| -------------------------------------------------- | -------------------------------- | -------------------------------- | ----------------------------------------------------------------- | ----- |
| Coordenadoria de Esportes e Recreacão de São Paulo |                                  |                                  |                                                                   |       |
| 1987                                               | CA Juventus                      | Ferroviária                      | ?                                                                 |       |
| Federação Paulista de Futebol                      |                                  |                                  |                                                                   |       |
| 1997                                               | São Paulo FC                     | Santos FC                        | Kátia Cilene (São Paulo FC; 35)                                   |       |
| 1998                                               | Portuguesa                       | SC Corinthians Paulista          | Kátia Cilene (São Paulo FC; 24)                                   |       |
| 1999                                               | São Paulo FC                     | Portuguesa                       | Kátia Cilene (São Paulo FC; 42)                                   |       |
| 2000                                               | Portuguesa                       | SE Palmeiras                     | Grazielle (Portuguesa; 28)                                        |       |
| 2001                                               | SE Palmeiras                     | SE Matonense                     | Alessandra (Guarani FC; 10) Tiga (Portuguesa; 10)                 |       |
| 2002                                               | Meisterschaft nicht ausgetragen. | Meisterschaft nicht ausgetragen. | Meisterschaft nicht ausgetragen.                                  |       |
| 2003                                               | Meisterschaft nicht ausgetragen. | Meisterschaft nicht ausgetragen. | Meisterschaft nicht ausgetragen.                                  |       |
| 2004                                               | Ferroviária                      | São Bernardo FC                  | Dani Cadê (Santos FC; 20)                                         |       |
| 2005                                               | Ferroviária                      | Saad EC                          | ?                                                                 |       |
| 2006                                               | Botucatu FC                      | Saad EC                          | Barbara (Saad EC; 16)                                             |       |
| 2007                                               | Santos FC                        | Jaguariunense                    | Grazielle (Botucatu FC; 26)                                       |       |
| 2008                                               | Botucatu FC                      | Saad EC                          | Grazielle (Botucatu FC; 26) Nilda (SC Corinthians; 26)            |       |
| 2009                                               | Botucatu FC                      | Santos FC                        | Nilda (SC Corinthians; 20)                                        |       |
| 2010                                               | Santos FC                        | São José EC                      | Elaine Lins (Rio Preto EC; 17)                                    |       |
| 2011                                               | Santos FC                        | AD Centro Olímpico               | Débinha (AD Centro Olímpico; 24) Gláucia (AD Centro Olímpico; 24) |       |
| 2012                                               | São José EC                      | AD Centro Olímpico               | Tiga (Portuguesa; 11)                                             |       |
| 2013                                               | Ferroviária                      | São José EC                      | Raquel Fernandes (Ferroviária; 22)                                |       |
| 2014                                               | São José EC                      | Ferroviária                      | Grazielle (Portuguesa; 9)                                         |       |
| 2015                                               | São José EC                      | São Paulo FC                     | Gabi Nunes (GO Audax; 12) Juli (GO Audax; 12)                     |       |
| 2016                                               | Rio Preto EC                     | Santos FC                        | Florencia Soledad Jaimes (Santos FC; 16)                          |       |
| 2017                                               | Rio Preto EC                     | Santos FC                        | Tábatha (Ferroviária; 17)                                         |       |
| 2018                                               | Santos FC                        | SC Corinthians Paulista          | Letícia (Rio Preto EC; 18)                                        |       |
| 2019                                               | SC Corinthians Paulista          | São Paulo FC                     | Victória Albuquerque (SC Corinthians; 11)                         |       |
| 2020                                               | SC Corinthians Paulista          | Ferroviária                      | Gabi Nunes (SC Corinthians; 11)                                   |       |
| 2021                                               | SC Corinthians Paulista          | São Paulo FC                     | Miriã (SC Corinthians; 8) Adriana (SC Corinthians; 8)             | [ 5 ] |
| 2022                                               | SE Palmeiras                     | Santos FC                        | Cristiane (Santos FC; 19)                                         |       |
| 2023                                               | SC Corinthians Paulista          | São Paulo FC                     | Victória Albuquerque (SC Corinthians; 10)                         | [ 6 ] |
| 2024                                               | SE Palmeiras                     | SC Corinthians Paulista          | Amanda Gutierres (SE Palmeiras; 8)                                | [ 7 ] |

## Rekordtorschützinnen
| Pl.                    | Spielerin                               | Tore |
| ---------------------- | --------------------------------------- | ---- |
| 1                      | Grazielle                               | 252  |
| 2                      | Nilda                                   | 135  |
| 3                      | Kátia Cilene                            | 101  |
| 4                      | Suzana                                  | 92   |
| 5                      | Rafinha Travalão                        | 87   |
| 6                      | Ketlen Wiggers                          | 85   |
| 7                      | Pikena                                  | 83   |
| 8                      | Raquel Fernandes                        | 80   |
| 9                      | Karen Peliçari Giovânia Domingas Campos | 78   |
| 10                     | Fabiana Guedes Renata Love              | 74   |
| Stand: Saisonende 2023 |                                         |      |

## Nachwuchsmeisterschaften
In der Saison 2017 richtete die FPF die erste Staatsmeisterschaft der Frauen für U17-Nachwuchsmannschaften aus. 2022 folgten die Wettbewerbe für U15- und U20-Teams.
Meisterschaftshistorie:
| Jahr | U15                     | U17          | U20          |
| ---- | ----------------------- | ------------ | ------------ |
| 2017 | –                       | São Paulo FC | –            |
| 2018 | –                       | São Paulo FC | –            |
| 2019 | –                       | São Paulo FC | –            |
| 2020 | –                       | Santos FC    | –            |
| 2021 | –                       | São Paulo FC | –            |
| 2022 | Ferroviária             | São Paulo FC | Ferroviária  |
| 2023 | SC Corinthians Paulista | São Paulo FC | Ferroviária  |
| 2024 | São Paulo FC            | Ferroviária  | São Paulo FC |